# Ткаченко Микола Михайлович
Мико́ла Миха́йлович Ткаче́нко  (23 грудня 1892 (4 січня 1893), м. Тальне — 7 листопада 1965) — український історик, ахеограф, архівіст, джерелознавець, літературознавець, шевченкознавець.

## З біографії
Народився в українській селянській родині. Закінчив 2-гу чоловічу гімназію у м. Києві (1911) та історично-філологічний факультет Університету св. Володимира у Києві (1916). Наукову працю розпочав в університеті під керівництвом проф. В. Ю. Данилевича по темі: «Київська сотня Переяславського полку за Рум'янцевською ревізією».
З 1918 р. працював у ВУАН в Історично-географічній комісії, Історичній секції Українського наукового товариства у Києві, Всеукраїнському археологічному комітеті, Комісії Степової України, Археографічній комісії (у 1931—1933 її керівник). Асистент кафедри історії України і бібліотекар у Київському інституті народної освіти.
У 1924—1927 — аспірант, у 1927—1930 — науковий співробітник Науково-дослідної кафедри історії України у Києві М. С. Грушевського.
15 червня 1927 захистив промоційну працю на тему «Закріпачення селян на Лівобережжі в XVII—XVIII ст.» (науковий керівник проф. О. С. Грушевський). У 1928 заарештований органами ДПУ УСРР, але в тому ж році звільнений.
Під керівництвом М. Ткаченка і його безпосередньою участю готувались збірки документів «Акти до історії селян», «До питання про вивчення та видання матеріалів з історії передкапіталістичних підприємств на Україні», «Робітничий рух на Україні за часів австро-германської окупації 1918 р.», «Збірник бібліографічних матеріалів (мемуари, преса) з історії Жовтня та громадянської війни на Україні», «Матеріали з історії селянських воєн в XVII ст.».
У 1933 звільнений з ВУАН «як класовий ворог».
У 1930-х рр. викладав у школі. З 1939 р. за сумісництвом працював в Інституті української літератури ім. Т. Г. Шевченка АН УРСР, де виконував тему «Історично-географічні відомості про місця перебування Т. Г. Шевченка на Україні». З 1942 р. науковий співробітник Інституту історії та археології АН УРСР у м. Уфі (Башкирія). 1942 захистив кандидатську дисертацію. У 1947 звільнений з Інституту історії АН УРСР буцімто за «хронічне невиконання планів у 1942—1946 рр.».

## Наукова діяльність
У 1947—1952 — старший науковий співробітник Інституту історії та теорії архітектури, у 1952—1963 — старший науковий співробітник Інституту літератури АН УРСР. З 1963 на пенсії.

## Науковий доробок
16.01.1964 захистив докторську дисертацію «Начерки з історії селян на Лівобережній Україні».
Досліджував питання соціально-економічної історії України XVII—XVIII ст., української історіографії, джерелознавства, шевченкознавства.

## Праці
Важливіші праці:
- «Наукове розроблення Румянцевської ревізії» (Україна. — 1924. — Кн. 3);
- «М. Остер в XVII–XVIII вв.: За Румянцівською ревізією та иншими матеріялами» (ЗІФВ ВУАН. — Кн. VI. — К., 1925);
- «Канівська сотня Переяславського полку за Рум'янцівською ревізією: Студія з економічного та соціяльного питання Полтавського Подніпров'я» (ЗІФВ ВУАН. — Кн. VII—VIII. — К., 1926);
- «Гуманщина в XVI–XVII вв.» (ЗІФВ ВУАН. — Кн. XI. — К., 1927);
- «Нарис історії Кременчуччини до початку XVIII ст.» // Записки історично-філологічного відділу ВУАН. — 1929. — Книга 24.
- «Нариси з історії селян на Лівобережній Україні в XVII–XVIII вв.» // Записки історично-філологічного відділу ВУАН. — 1931. — Книга 26.
- «Іван Франко — видатний дослідник шевченківської спадщини» (Дніпро. — 1956. — № 9);
- «Літопис життя і творчості Т. Г. Шевченка» (К., 1961).
- «Літопис життя і творчості Т. Г. Шевченка» (1961),
- «Історія Києва» (1959 — 60; співавтор колективної праці), один з упорядників 6-томного «Повного зібрання творів Т. Шевченка» (1961).